# Javorje pri Gabrovki
Javorje pri Gabrovki – wieś w Słowenii, w gminie Litija. W 2018 roku liczyła 39 mieszkańców.